# Josef Pollack
Josef Pollack (* 20. März 1880 in Freiburg im Breisgau; † 23. September 1958 in White Plains) war ein deutscher Fußballspieler und Kaufmann.

## Karriere

### Fußballspieler
Der in Freiburg geborene Pollack, Sohn des jüdischen Kaufmanns Edward Pollack und dessen Ehefrau Flora Pollack (geborene Neuberger), gründete mit einigen Kommilitonen am 17. Dezember 1897 den Freiburger Fußball-Club, dessen erster Vorsitzender Gustav Manning wurde, Mitbegründer und aktiver Spieler des Vereins. 1897 zum Schriftführer des Verband Süddeutscher Fußball-Vereine (VSFV) gewählt, wollte Manning München, das bisher auf der Fußballlandkarte nicht existent war, in den Verband integrieren. Dazu entsandte er Franz John und Josef Pollack, den er aus seiner Zeit beim Freiburger FC kannte, nach München.
Pollack gelangte 1899 nach München und trat der Fußballabteilung des MTV München von 1879 bei, gründete mit zehn weiteren Fußballspielern, nach einem Streit um den Beitritt zum VSFV, dem die von Turnern dominierte Vorstandschaft des MTV 1879 ablehnend gegenüberstand, am 27. Februar 1900 den FC Bayern München. Er war sowohl der erste Schriftführer als auch erster Goalgetter des Vereins. 1902 wurde er auch Mitglied der Führung des VSFV. 1903 emigrierte er in die Vereinigten Staaten, wo er Verwandtschaft hatte.

### Kaufmann
In New York fand er eine Anstellung bei der Firma „Max Pollack & Co.“. Später war er an der Gründung des Unternehmensverbandes „US Thread Asscociation“ beteiligt, dessen Präsident er wurde wie auch 1934 von deren Nachfolgeorganisation „Thread Institute“. Nach Beendigung seiner beruflichen Karriere wurde er Ehrenpräsident der Einrichtung; außerdem saß er im Beirat der Chase Manhattan Bank.
In seiner Freizeit widmete er sich dem Golfspiel, diente der jüdischen Gemeinde von White Plains als Schatzmeister und spendete später seinem ehemaligen Freiburger FC 300.000 Reichsmark, um das Möslestadion erbauen zu können, bevor er 1958 im Alter von 78 Jahren in einem Pflegeheim in White Plains verstarb. Pollack wurde auf dem „Union Field Cemetery“ in Queens beigesetzt; er hinterließ seine Ehefrau Leona (geborene Baum), die er 1915 geheiratet hatte und den gemeinsamen Sohn Edward M.

## Sonstiges
Pollack wurde anlässlich des 25-jährigen Bestehens des FC Bayern München zum Ehrenmitglied ernannt.